# Шарл IX (Франция)
Шарл IX (на френски: Charles IX de France; * 27 юни 1550, Сен Жармен ан Ле; † 30 май 1574, Венсен), с рождено име Шарл-Максимилиен, е крал на Франция от 1560 до 1574 г.

## Произход и детство
Той е втори син на крал Анри II и Катерина де Медичи, роден на 27 юни 1550 г. в кралския дворец в Сен Жермен ан Ле. До смъртта на брат си Франсоа II през 1560 г. Шарл носи титлата херцог на Орлеан.

## Крал на Франция (1560 – 1574)

### Управление на Катерина де Медичи
На 10-годишна възраст Шарл IX се възкачва на престола след смъртта на брат му Франсоа II. Царуването на Шарл е маркирано от първите три Хугенотски войни. Върху слабохарактерния крал оказват огромно влияние майка му Катерина де Медичи, която е негов регент и херцозите Гиз.
Въпреки че на 17 август 1563 Шарл IX е обявен за пълнолетен той не е в състояние да управлява кралството самостоятелно и проявява минимален интерес към държавните дела. Той също така е склонен към изпадане в лоши настроения, които преминават в изблици на ярост. Шарл страда от задух – признак за туберкулоза, от която и умира впоследствие.

### Вартоломеева нощ
Бракът на сестрата на Шарл ІХ , Маргарита и младия протестант Анри Наварски, следва да донесе очакваното помирение между католици и протестанти. На 22 август 1572 година обаче, няколко дни след сватбата, е извършено покушение срещу адмирал Колини, ръководител на протестантите. Боейки се от въстание, Шарл IX, по съвет на майка си Катерина де Медичи и своите съветници, се съгласява да бъдат ликвидирани лидерите на протестантите, с изключение на братовчедите му, принцовете по кръв Анри Наварски и Анри Конде. Така на 24 август 1572 г. под влиянието на майка си и херцог Анри дьо Гиз одобрява клането на хугеноти във Вартоломеевата нощ.

### Смърт и наследник
Шарл IX умира на 30 май 1574 г. Вярва се че е отровен от кралицата-майка – Катерина де Медичи с арсеник. Наследен е на трона от брат си херцог Анри Анжу, като Анри III.

## Брак и деца
На 26 ноември 1570 г. Шарл се жени за Елизабет Австрийска, от която има една дъщеря Мари-Елизабет, родена на 27 октомври 1572 г. 6-годишната им дъщеря умира от инфекция на 9 април 1578 г.
Шарл IX има син от метресата си Мари Туше, който по-късно става херцог на Ангулем.